# Ilex anomala
Ilex anomala là một loài thực vật có hoa trong họ Aquifoliaceae. Loài này được Hook. & Arn. mô tả khoa học đầu tiên năm 1832.

## Hình ảnh

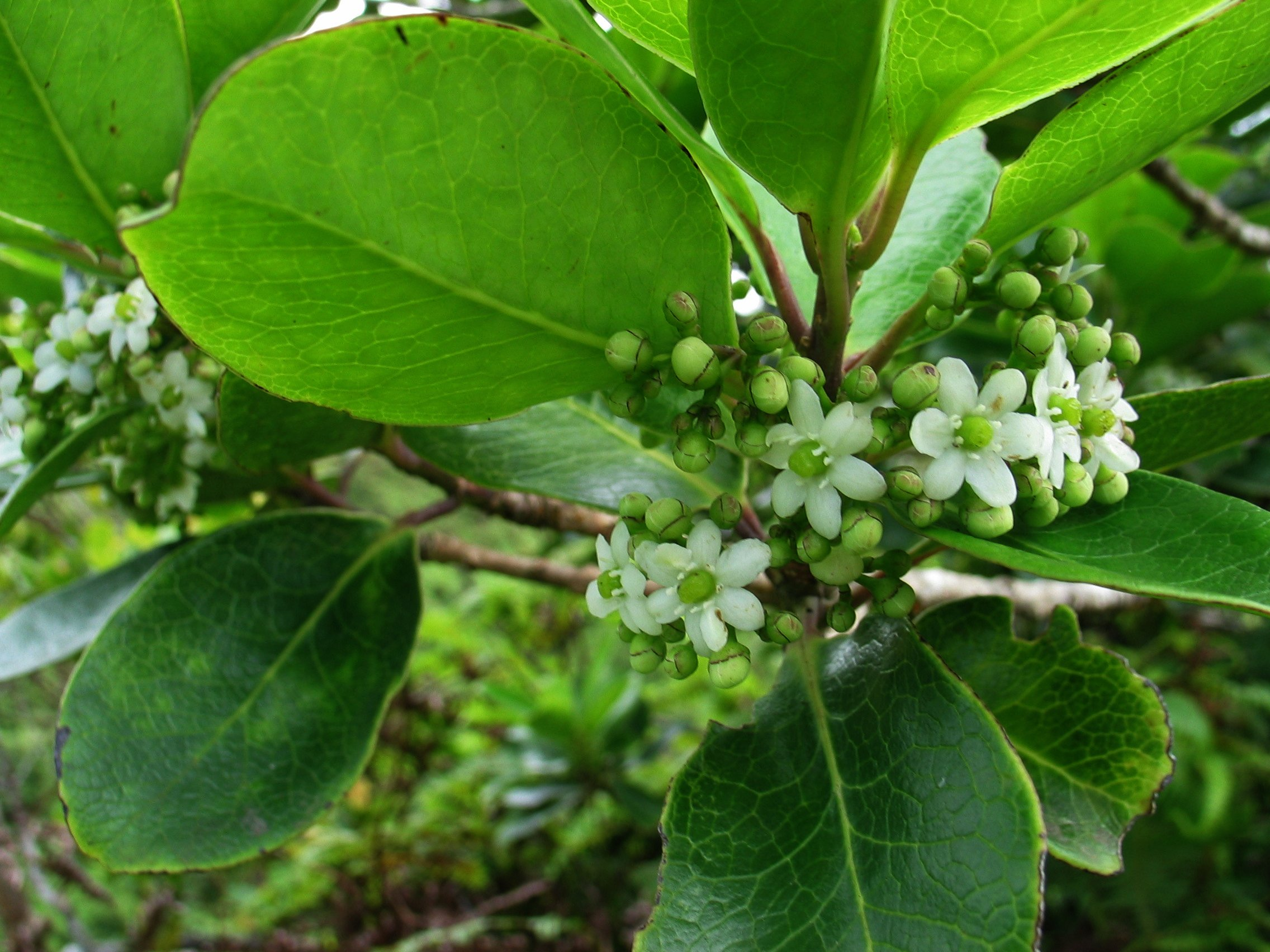
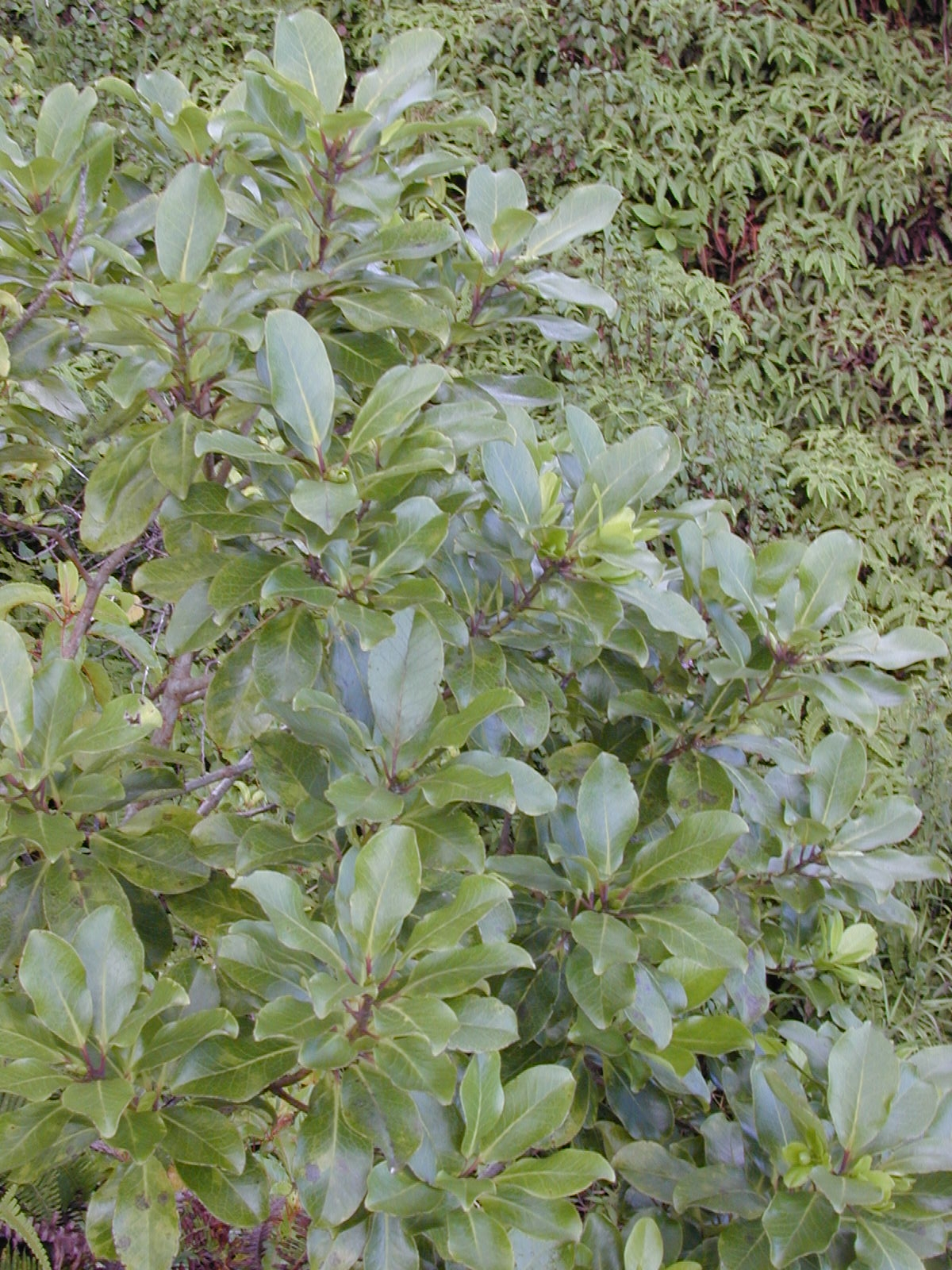
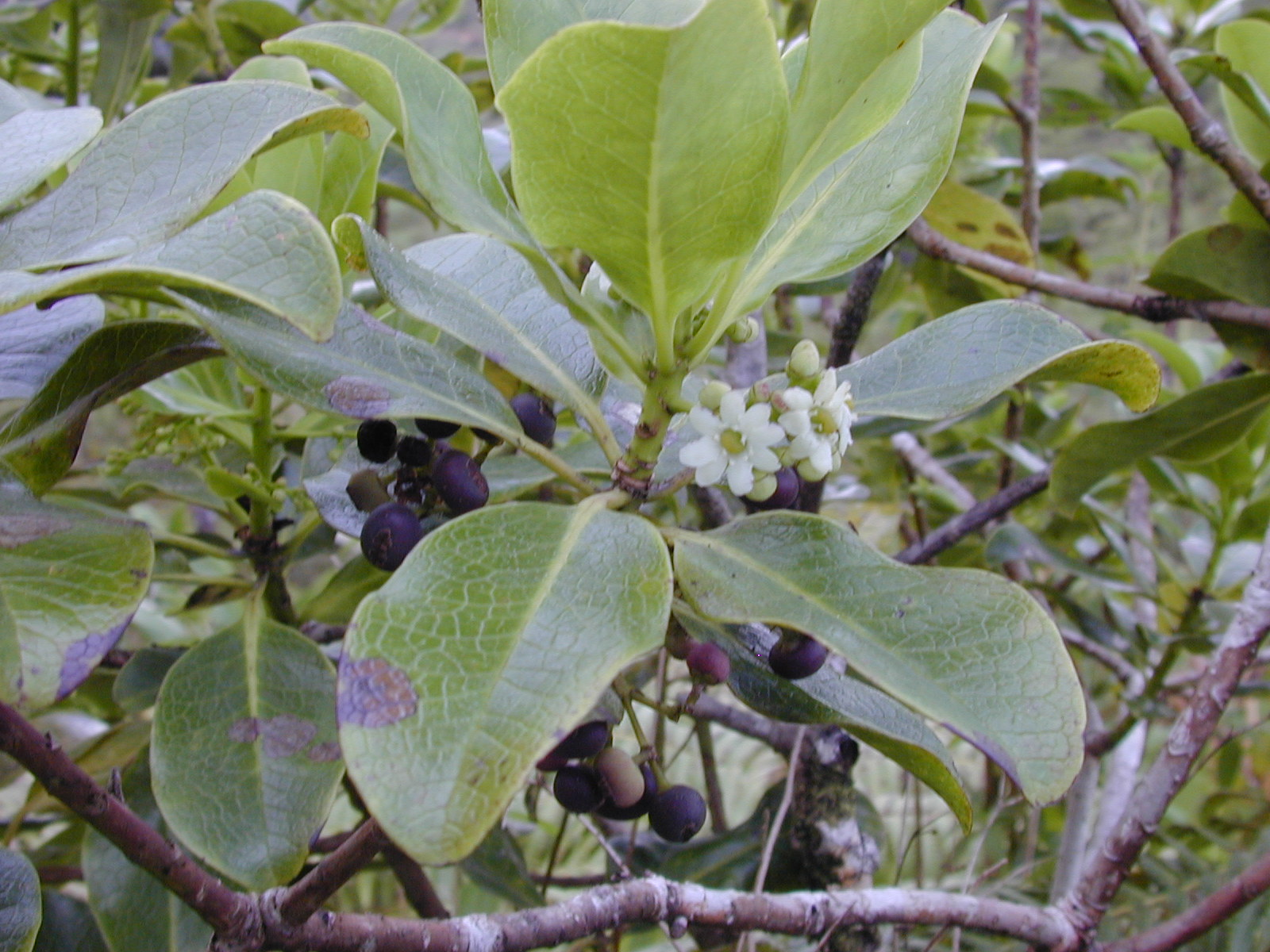
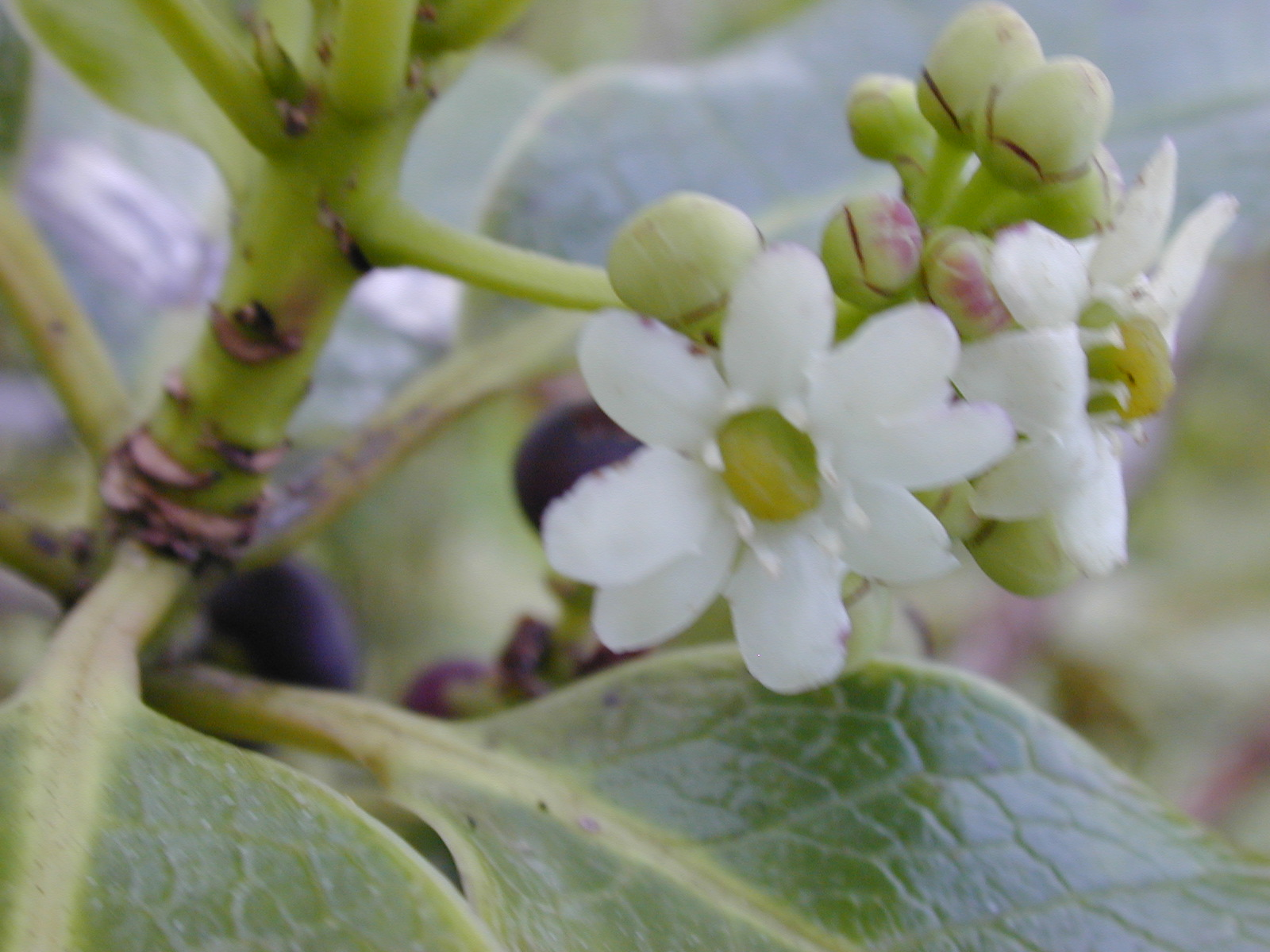